# Ede Tomori
Ede Ignác Tomori (* 28. April 1920 in Dudeștii Noi, Rumänien; † 30. Dezember 1997 in Budapest, Ungarn) war ungarischer Fotograf.

## Leben und Werk
Ede Tomori begann seine Karriere als Fotograf 1952 im Amateur Foto Club in Budapest. 1957 bekleidete er dort den Posten des Sekretärs, 1960 wurde er Generalsekretär, und 1976 Präsident der Vereinigung.
Zwischen 1957 und 1960 wurde er Vollzeit-Sekretär der Vereinigung ungarischer Fotografen mit der Aufgabe, landesweit die Bildung und Organisation von Fotografievereinigungen zu fördern und zu unterstützen. Von 1967 an war er Delegierter der Vereinigung bei der Fédération Internationale de l’Art Photographique in Paris.
1961 war er für das staatliche Reisebüro IBUSZ als Fotograf für Tourismuskataloge, Kalender und Poster tätig. Zwischen 1967 und 1971 arbeitete er fest angestellt bei der ebenso staatlichen FŐFOTÓ. Ab 1971 arbeitete er dort als freier Mitarbeiter.
Er nahm mit seinen Reisefotografien, kommerziellen Aufnahmen und Stillleben regelmäßig und erfolgreich an internationalen Ausstellungen teil.
Seine 1956 entstandenen Fotografien des ungarischen Volksaufstands wurden 2006 im American University Museum, Katzen Arts Center, Washington DC ausgestellt.
Weitere seiner Arbeiten sind seit 1967 im Ungarischen Museum der Fotografie in Kecskemét zu sehen.